# Víctor Amuso
Vittorio "Little Vic" Amuso' (Nueva York, 4 de noviembre de 1934) es un gánster estadounidense y el jefe de la familia criminal Lucchese. Fue descrito como "El Don Mortal" por el fiscal adjunto de los Estados Unidos Charles Rose. El reinado de Amuso está considerado como uno de los periodos más sangrientos de la historia de la mafia estadounidense durante los últimos años de la década de 1980 y los primeros de la de 1990, junto con su antiguo subjefe y estrecho protegido Anthony Casso, que se volvió informante contra él en 1994. Desde la muerte del jefe de la familia criminal Colombo, Carmine Persico, en marzo de 2019, Amuso es actualmente el jefe criminal de las Cinco Familias y de la Mafia estadounidense que más tiempo lleva en el cargo, desde 1987. Amuso cumple una condena de cadena perpetua desde 1992 y actualmente se encuentra en la Institución Correccional Federal, Cumberland, en Maryland, por cargos de asesinato y crimen organizado.